# 林依晨
林 依晨（リン・イーチェン、Ariel Lin/アリエル・リン、1982年10月29日 - ）は、台湾を中心として香港などの中華圏芸能界で活動する女優、歌手。中国語、台湾語、英語、朝鮮語を話す。

## プロフィール
- 身長:162cm
- 体重:44kg
- 血液型：A型
- 学歴:2005年、国立政治大学韓国語文学系卒業。2014年、セントラル・スクール・オブ・スピーチ・アンド・ドラマ映画演技修士卒業
- 趣味:水泳、読書、演技、映画鑑賞、旅行、音楽鑑賞、ギフトラッピング
- 尊敬する人:瞿友寧（チュウ・ヨウニン）、許肇任（シュウ・ジャオレン）
- 好きな俳優:張曼玉（マギー・チャン）、梁朝偉（トニー・レオン）
- 好きな映画:コレリ大尉のマンドリン、オールド・ボーイ、インデペンデンス・デイ、ロード・オブ・ザ・リング

## 人物
- 母子家庭の大黒柱であり、2007年に1000万台湾ドルにも上る借金を払い終え、家を購入。
- デビューの契機となった美少女コンテストに応募した理由は、賞金で弟にパソコンを買うためだった。
- 芸術映画鑑賞を好み、自身も則天武后や宋美齢などの歴史上の人物や、精神分裂者、狼少女などを演じたがっている。
- 自他共に認める完璧主義者だが、2009年2月に脳腫瘍切除の手術を経験し、よりリラックスしようと自己改革を試みている。
- 台詞は完璧に暗記してから現場に臨み、台本の書き込みが監督より多いこともある程、予習が徹底している。ドラマ『射鵰英雄伝』の撮影時は、原作を片時も離さず、役柄研究をしていた。
- 大学在学時の撮影現場では、学校の勉強をする姿がよく見られた。
- 情に厚く、演技の際の感情移入も早い。バラエティ番組『我愛黒渋会』の早泣き対決で圧勝した時も、本気で泣いてしまった。
- 『快樂星期天』では、ふられた元恋人と番組内で再会を果たすことになってしまった親友の許瑋倫に感情移入し過ぎてしまい、その悲しみぶりに司会者が困り果てた。
- 高校では宣伝なしで生徒会長に当選するなど、人望が厚かった。高校には卒業以来毎年、お世話になった先生に会いに行っている。
- エイズへの関心が高く、プライベートでは継続的に、エイズ患者の子供たちを救う慈善組織・台湾關愛之家協會へエイズ患者の子供たちを訪れている。ボランティア活動やチャリティー活動にも熱心。
- 8時就寝4時半起床、という完璧に整った生活リズムを受け、徐熙媛（バービィー・スー）と徐熙娣（シュー・シーディー）が司会を務めるバラエティー番組『大小愛吃』で、「晨型人」と命名された。
- 楊丞琳（レイニー・ヤン）や黄湘怡（ステラ・ホアン）と特に仲が良い。
- 『天外飛仙』の最終場面は、共演者の胡歌と二人で創作した。
- 2021年9月29日、Instagramで妊娠を発表[2]。
- 2021年10月18日、長女が誕生[3]。

## 来歴
2001年、台北捷運新聞の第一回美少女コンテストで優勝し芸能界入り。
芸能界入りして以来、1年で連続テレビドラマの初出演且つ主演を勝ち取り、翌年に出演した映画『飛躍情海（Love Me, If You Can）』で第40回台湾金馬奨最優秀主演女優賞にノミネートされる。

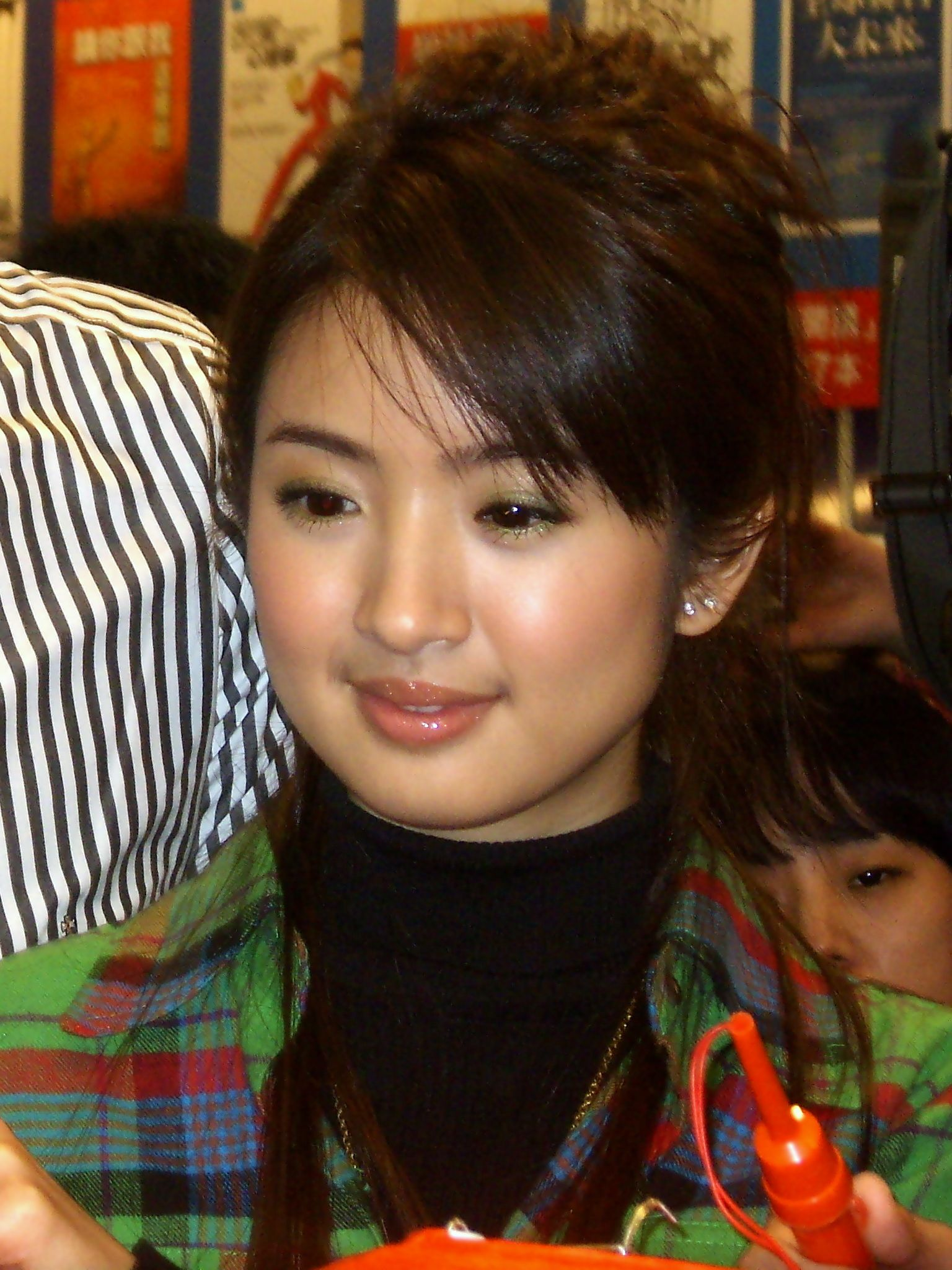
200年

出演した数々のテレビドラマでは幅広い役柄を選び、役毎に全く異なる顔を見せた。代表作は、アジア各国で放映されたドラマ『イタズラなKiss〜惡作劇之吻〜』。その続編では第43回電視金鐘奨最優秀主演女優賞を獲得、初のアイドル劇受賞者として、金鐘奨の歴史を塗り替えた。

## 出演作品

### ドラマ
- 十八歳的約定（2002年、八大電視台）－夏曉彤 役
- 紫色角落（2002年、台湾電視公司）－Stacy 役
- 名揚四海（2003年、台湾電視公司）－燕如（少女期）役（特別出演）
- 『秘密の花園 -我的秘密花園-』 我的秘密花園（2003年、中国電視公司）－范小敏 役
- 『七年級生』 七年級生（2003年、TVBS-G）－吳雅莉 役
- 我的秘密花園II（2004年、中国電視公司）－范小敏 役
- 『愛情合約〜Love Contract〜』 愛情合約（2004年、TVBS-G）－成曉風 役
- 『イタズラなKiss〜惡作劇之吻〜』 惡作劇之吻（原作 : 多田かおる『イタズラなKiss』）（2005年、八大電視台）－袁湘琴（相原琴子）役
- 天外飛仙（2006年、中国電視公司）－玉小七 役
- 『東京ジュリエット〜東方茱麗葉〜』 東方茱麗葉（原作 : 北川みゆき『東京ジュリエット』）（2006年、八大電視台）－林瀬穂 役
- 『イタズラなKissII 〜惡作劇之2吻〜』 惡作劇2吻（原作 : 多田かおる『イタズラなKiss』）（2007年、八大電視台）－袁湘琴（相原琴子）役
- 『射鵰英雄伝』 射鵰英雄伝（2008年、昆明電視台）（武侠ドラマ、原作：金庸）－黄蓉 役
- 『私の億万LOVE』 我的億萬麵包（2008年、八大電視台）－曾善美 役
- 『イタズラな恋愛白書』 我可能不會愛你（2011年、八大電視台）－程又青（チェン・ヨウチン） 役
- 『蘭陵王』（2013年、東方衛視、中国電視公司）－楊雪舞 役
- 老男孩（2018年、湖南衛視）－林小歐 役
- 『花不棄〈カフキ〉－運命の姫と仮面の王子－』 小女花不棄（2019年、浙江衛視）－花不棄（カフキ） 役
- 不夠善良的我們（2024年、公共電視台）－簡慶芬 役

### 短編映画
- 代課老師(出版:Lativ 服飾，2012年）－老師 役
- Dare to Dream(出版:相信音樂，2013年）－導演 役
- 從心發現愛(出版:新加坡旅遊局，2013年）－程又青（チェン・ヨウチン） 役
- 這一刻，愛吧(出版:可愛多，2014年）－江艾 役

### 映画
- 空手道少女組（2003年）
- 『飛躍、海へ』 飛躍情海（2003年）
- 浮生若夢(2004年)
- 『ラブシック LOVESICK』戀愛恐慌症 Lovesick（2011年）
- 『甘い殺意』甜蜜殺機 Sweet Alibis（2014年）
- 234說愛你 Another Woman （2015年）
- 『結婚迷走記 GO LALA GO』杜拉拉追婚记、追婚日記 Go Lala Go （2015年）
- 『マイ・エッグ・ボーイ』我的蛋男情人 My Egg Boy （2016年）
- 神秘家族 The Mysteries Family （2017年）
- 『ハクション!』打噴嚏 A choo （2020年）
- 『Be with me/一緒にいて』車頂上的玄天上帝 Be with me （2023年）

### 舞台
- 男人興女人之戦争興和平(2009年)

### CM/イメージキャラクター
- 泛亞2U卡（2001年）
- 好自在衛生棉（2001年）
- 曼秀雷敦護唇膏（2001年）
- 寵物王online（2003年）
- 七七新貴派（2003年）
- 中華電信JAVA歓楽城（2003年）
- Jcode 真愛密碼金飾（2003-2006年）
- ボシュロム ReNu 去タンパク全效保養液（2004年）
- シャネル潤沢保湿シリーズ（2004年）
- sasa薬粧店開幕（2004年）
- 董氏基金会拒菸 イメージキャラクター（2004年）
- Top girl服飾（2004年）
- 中華電信MOD歓唱98（2004年）
- ボシュロムコンタクトレンズ薬液（2004年）
- HEME 晩安保湿凍膜（2005年）
- HEME 浄潤白シリーズ（2005年）
- Double A 影印紙 イメージキャラクター（2005年）
- 台南國際糖果節 イメージキャラクター（2006年）
- 台北國際電玩展新力娯楽(SCEH) PS3 イメージキャラクター（2006年）
- 麗桜房春夏服裝 イメージキャラクター（2006年）
- Top Girl服飾 イメージキャラクター（2006年）
- 飛柔青年節「七年級硬草イチゴ漾宣言」大募集イベントイメージキャラクター（2006年）
- 中華電信携帯電話新功能 イメージキャラクター（2006年）
- Sofy (蘇菲シリーズ)（2006年）
- HEME魔法シリーズ（2006年）
- HEME浄潤白シリーズ（2006年）
- 南山人寿（2006年）
- 御茶園飲料（2006年）
- 蘇菲強力貼身護シーツ（2006年）
- roven dino腕時計 イメージキャラクター（2006年）
- セブン-イレブン SNOOPY篇（2007年）
- 女孩我最大雜誌 イメージキャラクター（2007年）
- HEME 去痘シリーズ（2007年）
- Top Girl服飾 イメージキャラクター（2008年）
- 康師傅 茉莉清茶（2008年）
- 黒松汽水（2008年）
- 麦味登早餐（2008年）
- 蘇菲弾力貼身極浄乾爽（2008年）
- 咏仕服飾（2009年）
- 黒松汽水（2009年）
- 台湾三菱電機　家電製品イメージキャラクター（2015年）
- 台湾三菱電機　家電製品イメージキャラクター（2016年）
- 日本政府観光局 揪愛去日本（2017年）
- ジョー マローン ロンドン（2022年）[4]
- FUJI按摩椅 iSofa（2022年）[5]
- スワロフスキー（2022年）[6]
- MAJOR MADE（2023年）[7]

### ミュージックビデオ
- 相信（五月天 / 人生海海）
- 寂寞飛行（江美琪 / 想起）
- 雙截棍（周杰倫 / 范特西）
- 紙飛機（林憶蓮 / 原來）
- Make a Wish（周渝民 / Make a Wish）
- Angel（陶喆 / 黒色柳丁）
- 鎮守愛情（動力火車 / MAN）
- She's having my baby（Tension / 做你的男人）
- CHA CHA（我的秘密花園IIオリジナルサウンドトラック）
- 孤単北半球（林依晨 / 愛情合約オリジナルサウンドトラック）
- 中間（梁静茹 / 燕尾蝶 下定愛的決心、愛情合約オリジナルサウンドトラック）
- 白月光（張信哲）
- Waiting for you（胡彦斌 / MUSIC混合體）
- 乱世浮生（五月天 / 最真傑作選）
- 惡作劇（王藍茵 / 惡作劇之吻オリジナルサウンドトラック）
- Say U Love Me（Jason & Lara / 惡作劇之吻オリジナルサウンドトラック）
- 非你莫属（林依晨 / 東芳茱麗葉オリジナルサウンドトラック）
- 乱世浮生（五月天）
- 好朋友（羅志祥 / SPESHOW）
- 天使的翅膀（許瑋倫2007光芒音楽演唱会にて）
- 路尼亞戦記（林依晨 / 台湾版ルニア戦記テーマソング）
- 詩人漫步（蔡依林 / MUSE）
- 2012（五月天 / 第二人生）
- 其實我們值得幸福（楊丞琳 / 雙丞戲）
- 算什麼男人（周杰倫 / 哎呦，不錯哦）

## 書籍

### 著作
- 林家女孩依晨的青春部落格（2005年、方智出版社）
- 林依晨的紐約貝果日記 (2008年3月)
- 美好的旅行（2010年8月）
- 做自己，為什麼還要說抱歉?（2022年1月）[8]

## 音楽

### TV Soundtracks
- Cha Cha（我的秘密花園II O.S.T.）
- 孤単北半球（愛情合約O.S.T.）
- 帰途（映画「外出」O.S.T.）
- 非你莫属（東方茱麗葉O.S.T.）
- 你（惡作劇2吻O.S.T（湘琴/琴子版））-AVEX TAIWAN
- 麵包的滋味（私の億万LOVE O.S.T）
- 翅膀（イタズラな恋愛白書 O.S.T）

### アルバム
- 幸福遇見（2009年7月10日/AVEX TAIWAN）
- 美好的旅行（2010年8月21日/AVEX TAIWAN）

## 受賞・ノミネート歴
- 2003年、第40回台湾金馬奨最優秀主演女優賞ノミネート「飛躍情海(Love Me, If You Can)」
- 2008年、第43回電視金鐘奨最優秀主演女優賞受賞「惡作劇2吻（邦題：イタズラなKissII〜惡作劇2吻〜）」
- 2012年、第47回電視金鐘奨最優秀主演女優賞受賞「我可能不會愛你（邦題：イタズラな恋愛白書〜In Time With You〜）」
- 2015年、ソウルドラマアワード 2015 アジアスター大賞（2015年）[9]